# یوسف سورینوف
یوسف سورینوف (انگلیسی: Yosef Sorinov; ۱۷ مهٔ ۱۹۴۶ – ۱ فوریهٔ ۲۰۱۹) بازیکن فوتبال اهل اسرائیل بود.
از باشگاه‌هایی که در آن بازی کرده‌است می‌توان به باشگاه فوتبال بیتار اورشلیم و باشگاه فوتبال مکابی نتانیا اشاره کرد.
وی همچنین در تیم ملی فوتبال اسرائیل بازی کرده‌است.